# دومینیک فرناندز
دومینیک فرناندز (فرانسوی: Dominique Fernandez‎؛ زادهٔ ۲۵ اوت ۱۹۲۹) نویسنده رمان، مقاله و سفرنامه اهل فرانسه است.
او در ۲۰۰۷ به عنوان عضو فرهنگستان فرانسه انتخاب شد.
وی همچنین برندهٔ جوایزی همچون لژیون دونور (افسر)، جایزه گنکور، جایزه ادبی لامدا، و جایزه مدیسی شده‌است.